# Ossian (album 3)
Ossian – czwarty album zespołu Osjan wydany w 1980 przez PolJazz. Materiał nagrano 31 maja 1980 na "V Festiwalu Muzyki Jazzowej" odbywającym się w Muzeum Miasta Łodzi. Reedycja oryginalnej płyty na CD nie ukazała się, natomiast nagrania trafiły w 2005 na drugą część (Drzewo Osjan) dwupłytowego (2x CD) albumu pt. Księga liści / Drzewo Osjan opublikowanego przez wydawnictwo Ferment.

## Lista utworów
1. "Ossian Waltz" (J. Ostaszewski) – 15:45
2. "Tuana – Part One" (J. Ostaszewski) – 4:10
3. "Pink Song" (J. Ostaszewski) – 0:30
4. "Mane Ho" (Osjan) – 11:15
5. "Green Dance" (W. Waglewski) – 2:15
6. "Yellow Song" (W. Waglewski) – 4:05
7. "Blue Dance" (W. Waglewski) – 2:05
8. "Coda" (J. Ostaszewski) – 1:20

## Skład
- Jacek Ostaszewski – flety proste, kaya-kum (gayageum), głosy
- Wojciech Waglewski – gitara, quica
- Jacek Wolski – tabla, pakhawaj, bandura
- Milo Kurtis – instr. perkusyjne, głosy
- Radosław Nowakowski – congi, bongosy, ksylofon

realizacja
- Andrzej Lipiński – nagrania
- Marek Cabanowski – redakcja płyty

## Wydania
- 1980 Poljazz (PSJ-90)